# Dénouement
Der Begriff Dénouement (französisch, [denumɑ̃], eigentlich „Auflösung (eines Knotens), Abwicklung,“ zu nœud „Knoten“) in der Theaterwissenschaft beschreibt die Lösung des Grundkonflikts in einem Drama. Sinngemäß wird der Begriff auch auf andere Literaturgattungen, vor allem auf den Roman, übertragen. Auch die Filmwissenschaft kennt den Terminus.
Nach Gustav Freytags Dramentheorie bewirkt die Katastrophe der Tragödie, die im fünften Akt geschieht, die Auflösung – im Anschluss an Exposition, Komplikation (Verwicklung), Peripetie und retardierendes Moment. Das Dénouement führt zur Katharsis, die in der Regel mit dem Tod des Helden verbunden ist. In der Komödie führt es zum Happy End, traditionell also zu einer oder mehreren Eheschließungen oder zur Wiedererkennung zweier oder mehrerer Personen.